# Windows Metafile
WMF（Windows Metafile）是一种Microsoft Windows的
图形文件格式。它是一个矢量圖格式，但是也允许包含位图。本质上，一个WMF文件保存一系列可以用来重建图片的Windows GDI命令。在某种程度上，它类似于印刷业广泛使用的PostScript格式。可以用Microsoft Office相关软件编辑，或是用Adobe开发的Flash和Illustrator等矢量图编辑器。

## 歷史
WMF格式在Microsoft Windows 3.0開始引入，是一個16位元的標準。Windows NT推出時，微軟又推出一個32位元的加強版標準，稱之為Enhanced Metafile（簡稱EMF）。這個加強版除了原有的命令以外，亦新加入一批新的指令。有某幾個牌子的打印機支援列印EMF格式的檔案。

## WMF文件格式漏洞
2005年末，一些人发现利用WMF文件格式的漏洞可以在Windows程序查看图片时执行代码。McAfee在2005年12月31日报告其6%的用户受到了攻击。2006年1月6日，微软针对此问题发布了安全性更新。

## 參看
- SVG
- PostScript

## 外部連結
- Windows GDI
- File Format Summary at fileformat.info （页面存档备份，存于）
- libWMF （页面存档备份，存于）
- libEMF （页面存档备份，存于）
- Transcoder （页面存档备份，存于）
- wmf2svg （页面存档备份，存于）
- FAQ about Windows Metafile （页面存档备份，存于）